# Óscar Muñoz Oviedo
Óscar Muñoz Oviedo (Valledupar, 9 maggio 1993) è un taekwondoka colombiano.
Nel 2012, ai Giochi olimpici di Londra 2012, ha vinto il bronzo nei 58 kg battendo il nordcoreano Pen-Ek Karaket nella finale per la medaglia.
Quattro anni dopo conquista il pass anche per Rio de Janeiro 2016, ma viene subito eliminato  dal portoghese Rui Bragança.

## Palmarès
- Giochi olimpici

Londra 2012: bronzo nei 58 kg.
- Campionati panamericani di taekwondo

Monterrey 2010: bronzo nei 58 kg.
Sucre 2012: bronzo nei 58 kg.
Querétaro 2016: argento nei 58 kg.
- Giochi centramericani e caraibici

Veracruz 2014: bronzo nei 63 kg.
- Giochi bolivariani

Trujillo 2013: oro nei 58 kg.